# Здание банка ПУМБ (Мариуполь)

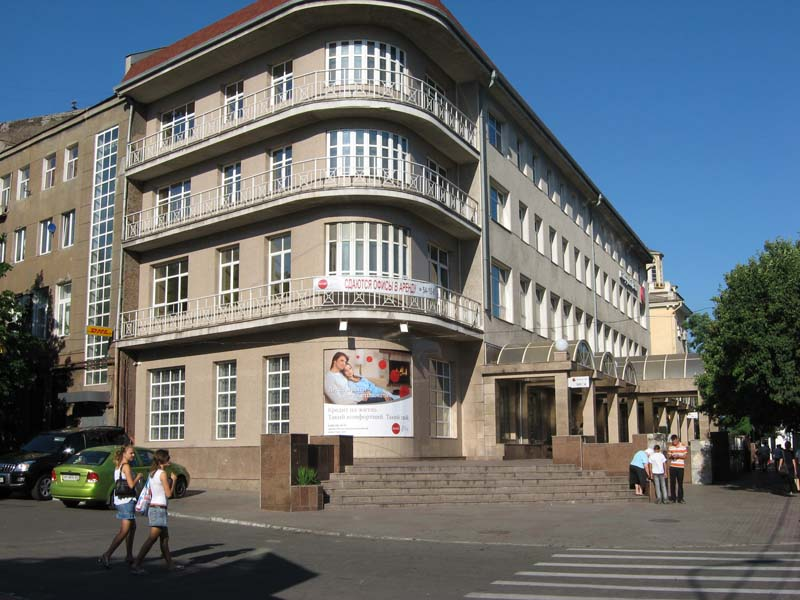
Вид со стороны ЦУМа

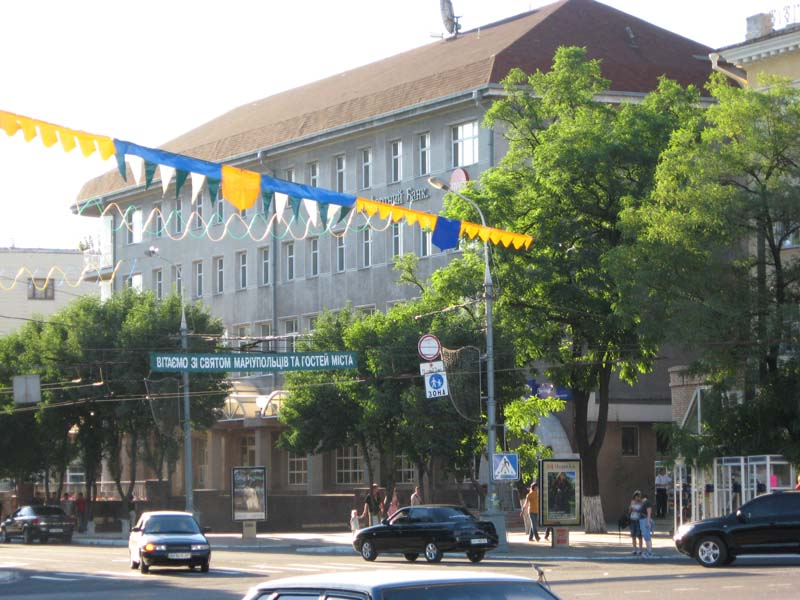
Вид со стороны драмтеатра

Здание банка ПУМБ (город Мариуполь, просп. Мира, 65) — одна из достопримечательностей Мариуполя. Здание современного Первого украинского международного банка построено в стиле конструктивизма в довоенные годы на тогда окраине города — западном направлении проспекта Республики (сейчас — проспект Мира). Долгие годы в здании располагался магазин «Детский мир». В конце 1990-х годов отдан для ПУМБ.